# Dunkler Tigerpython

Verbreitungsgebiet

Der Dunkle Tigerpython (Python bivittatus) ist eine Schlangenart aus der Familie der Pythons (Pythonidae) und wird dort in die Gattung der Eigentlichen Pythons (Python) gestellt. Er gehört mit gesicherten Längen über fünf Meter zu den größten Schlangen der Welt. Das Verbreitungsgebiet umfasst weite Teile des tropischen Südostasiens. Die Art bewohnt dort ein weites Spektrum bewaldeter Habitate in nicht zu großer Entfernung von Gewässern und zumindest gelegentlich auch Randbereiche menschlicher Siedlungen. Seit einigen Jahrzehnten hat sich außerdem eine durch illegale Auswilderungen begründete Population in Florida etabliert.
Die Nahrung besteht je nach Größe der Pythons aus kleinen bis mittelgroßen, sehr selten auch großen Wirbeltieren bis hin zu halbwüchsigen Schweinshirschen und erwachsenen Leoparden. Tigerpythons sind wie alle Arten der Gattung Python eierlegend (ovipar) und gehören zu den Arten, bei denen die Weibchen die Bebrütungstemperatur durch Muskelzittern deutlich erhöhen können. Der Dunkle Tigerpython wird aufgrund seiner Gefährdung durch direkte Verfolgung und Habitatzerstörung von der IUCN als gefährdet („Vulnerable“) geführt.

## Merkmale
Wildlebende Dunkle Tigerpythons vom Festland erreichen gewöhnlich eine Gesamtlänge um 3,7 Meter. Tiere ab über 4 Meter sind selten, solche von 5 Meter gelten als Ausnahmeerscheinungen. Der längste bisher seriös vermessene Dunkle Tigerpython war ein Weibchen namens „Baby“, das 27 Jahre in einem Privatzoo in Gurnee, Illinois, gelebt hat. Nach seinem Ableben wurde eine Gesamtlänge von 5,74 m (18 ft 10 in) ermittelt. Angaben zu weit größeren Exemplaren hielten bisher in keinem Fall einer wissenschaftlichen Überprüfung stand. Ein 5,8 Meter langes und 56 kg schweres Exemplar wurde im Juli 2023 in Florida gefangen.
Dunkle Tigerpythons von den indonesischen Inseln Java, Bali und Sulawesi sind wesentlich kleiner (Inselverzwergung). Auf Bali beträgt die Gesamtlänge ausgewachsener Tiere durchschnittlich 2 Meter; die Tiere auf Sulawesi erreichen eine maximale Gesamtlänge von 2,4 Meter.
Der Dunkle Tigerpython ist generell dunkler gemustert als der Helle Tigerpython. Seine Grundfarbe reicht von hellbraun, gelblich bis gräulich. Bei Tieren vom Festland sind die dunkelbraun bis rotbraunen Sattelflecken meist rechteckig geformt und schwarz eingefasst. Die breiten, rechteckigen Flankenflecken besitzen eine braune oder grünbraune Farbe und haben eine schwarze Umrandung. Flankenflecken und die Seitenränder der Sattelflecken sind zudem von einer hellen Aussparung umgeben. Die Bauchseite ist weiß-gelb. Charakteristischerweise ist das große, pfeilspitzenförmige, braune Muster auf der Kopfoberseite deutlich ausgeprägt. Meist reicht dessen Spitze bis zur Schnauzenspitze. Die Zunge dieser Unterart ist blau-schwarz.
Die sulawesische Population ist etwas abweichend gemustert. Diese Tiere zeigen häufig stark unregelmäßig geformte, teilweise zerstückelte und versetzt angeordnete Sattelflecken, die Ozellen enthalten können. Charakteristischerweise sind die Sattelflecken zudem komplett von einer deutlichen, hellen Aussparung umgeben. Auch sind die Flankenflecken dieser Population teilweise ozelliert, was für den Dunklen Tigerpython sonst atypisch ist.

### Körperbau
Juvenile Tiere sind recht schlank gebaut, adulte Tigerpythons haben jedoch einen sehr kräftigen Körper. Hinsichtlich Körperlänge und -gewicht ist ein deutlicher Geschlechtsdimorphismus vorhanden: Weibchen sind im Mittel erheblich größer und schwerer als Männchen. Der Kopf ist wuchtig, beinahe zweimal so lang wie breit und mäßig vom Hals abgesetzt. Die seitliche Anordnung der Augen ergibt ein Sehfeld von 135°.

### Beschuppung

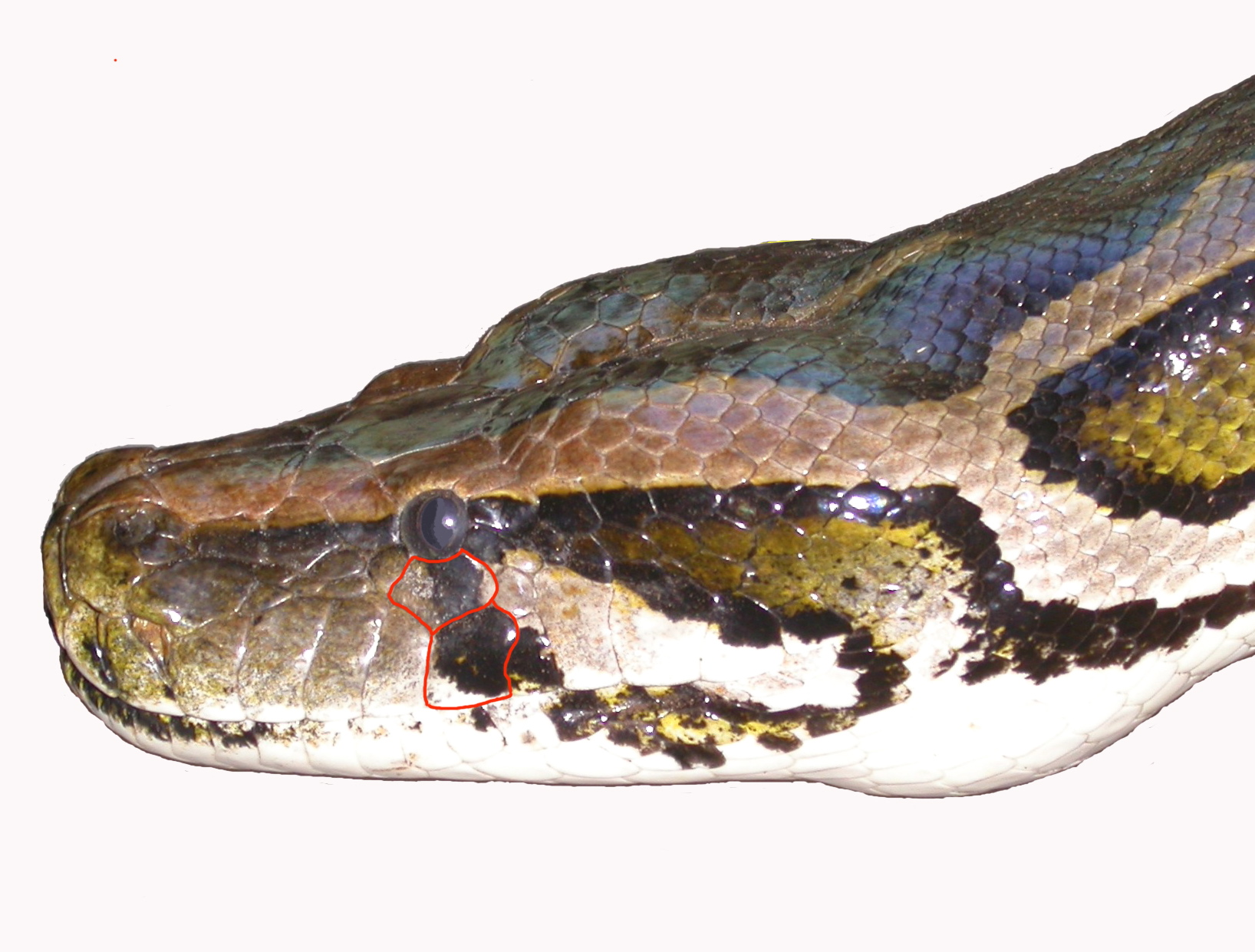
Porträt von Python bivittatus: Die Unteraugenschilde trennen das Auge von den Oberlippenschilden

Die Nasenlöcher sind dorsal angeordnet und jeweils von einer großen nasalen Schuppe umgeben. Die Nasalia (Nasenschilde) sind voneinander durch ein Paar kleiner, aber deutlich erkennbarer Internasalia (Zwischennasenschilde) getrennt. An diese grenzen wiederum rechteckähnliche Präfrontalia (Vorstirnschilde) an. Ein zweites, viel kleineres Paar Präfrontalia, welches oftmals in mehrere kleine Schuppen geteilt ist, liegt zwischen den vorderen Präfrontalia und den sehr ähnlich geformten paarigen Frontalia (Stirnschilden). Über den Augen befindet sich ein großes Supraoculare (Überaugenschild). Das Rostrale (Schnauzenschild) hat, wie bei den meisten anderen Pythons, zwei tiefe Labialgruben.
An den Kopfseiten folgen den nasalen Schuppen Richtung Auge mehrere Lorealia (Zügelschilde), welche in Größe und Aussehen variieren. Normalerweise sind zwei Präocularia (Voraugenschilde) und drei bis vier Postocularia (Hinteraugenschilde) vorhanden. Das Auge ist von den 11 bis 13 Oberlippenschilden (Supralabialia), von denen die ersten und zweiten tiefe Labialgruben tragen, durch eine durchgehende Reihe Unteraugenschilde (Subocularia) getrennt. Von den 16 bis 18 Infralabialia (Unterlippenschilde) besitzen mehrere vordere und hintere undeutliche Labialgruben.
Die Anzahl der Ventralia (Bauchschilde) variiert je nach Herkunft der Individuen zwischen 245 und 270, die Anzahl der dorsalen Schuppenreihen in der Körpermitte zwischen 58 und 73. Die Anzahl der paarigen Subcaudalia (Schwanzunterseitenschilde) beträgt 57 bis 83. Das Anale (Analschild) ist ungeteilt.

### Färbung
Die helle Grundfarbe des Dunklen Tigerpythons wird zu den Flanken hin blasser. Über den Rücken ziehen 30 bis 38 große, oft rechteckförmig ausgebildete, dunkle Sattelflecke. Auf den Flanken verlaufen alternierend zur Rückenmusterung große dunkle Flecken, welche unterartspezifisch geformt sind. Die helle Bauchseite ist zum Schwanz hin dunkel gesprenkelt. Auf den Kopfseiten verläuft ein spitz zulaufendes, dunkles Band vom Auge Richtung Nase. Ein breiteres, schwarz umrandetes Band zieht vom Auge bis unter den Mundwinkel. Dieses schließt zusammen mit einem unterhalb des Auges liegenden keilförmigen dunklen Fleck ein weißes Areal ein. Von der Nase über die Augen bis zum Nacken verläuft ein pfeilspitzenförmiges braunes Muster mit einem hellen Punkt in der Mitte. Die Farbintensität der Pfeilzeichnung ist unterartspezifisch ausgeprägt.

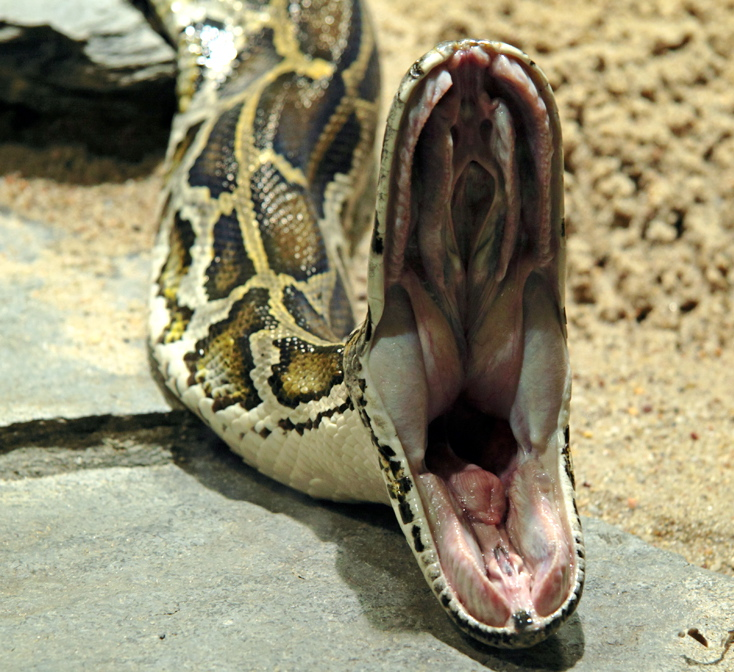
Dunkler Tigerpython mit geöffnetem Maul

## Systematik
Der Dunkle Tigerpython wurde im Jahr 1820 durch den deutschen Naturforscher Heinrich Kuhl erstmals beschrieben. Über die innere Systematik der Tigerpythons wurde etwa 200 Jahre lang kontrovers diskutiert. Lange Zeit galt der Dunkle Tigerpython als Unterart des Hellen Tigerpythons (Python molurus). Die Verbreitungsgebiete der beiden Formen überschneiden sich mit Sicherheit in Nordost-Indien, Nepal, West-Bhutan, Südwest-Bangladesch und eventuell auch in Nordwest-Burma. Bisherige Beobachtungen in Indien und Nepal zeigen, dass die beiden Arten bei sympatrischem Vorkommen entgegen früheren Annahmen verschiedene, teilweise sogar dieselben Habitate bewohnen und sich untereinander nicht verpaaren. Jacobs und Mitarbeiter schlugen deshalb im Jahr 2009 vor, den beiden Formen, gestützt durch die zwei charakteristischen morphologischen Unterschiede in Kopfseitenbeschuppung und Kopfoberseitenmusterung, jeweils Artstatus zu verleihen. Die Trennung in zwei Arten ist inzwischen auch in der Reptile Database, einer wissenschaftlichen Online-Datenbank zur Taxonomie der Reptilien, vollzogen worden.
Auf den indonesischen Inseln Bali, Sulawesi, Sumbawa und Java sprechen gewisse tiergeographische und morphologische Aspekte für eine Differenzierung von Python bivittatus. Diese Populationen sind mehr als 700 Kilometer von den Tieren des Festlands getrennt, zeigen Musterungsunterschiede und haben auf Sulawesi, Bali und Java Zwergformen ausgebildet. 2009 wurden Tiere aus Sulawesi von Jacobs et al. erstmals genauer untersucht. Aufgrund von Größen- und Färbungsunterschieden schlagen die Autoren vor, diese Zwergform als eigene Unterart abzugrenzen; als wissenschaftlichen Namen schlagen sie P. bivittatus progschai vor. Molekulargenetische Untersuchungen zum Status dieser Zwergform stehen jedoch noch aus. Wie weit sich die anderen indonesischen Inselpopulationen von der Festlandform abheben, ist ebenfalls noch ungeklärt.
Innerhalb der Eigentlichen Pythons ist der Dunkle und der Helle Tigerpython nach einer molekulargenetischen Untersuchung am nächsten mit dem Nördlichen Felsenpython und Südlichen Felsenpython verwandt. Dies geht aus einer neueren molekulargenetischen Untersuchung hervor, die den Nördlichen Felsenpython und den Hellen Tigerpython einschließt.

## Verbreitung

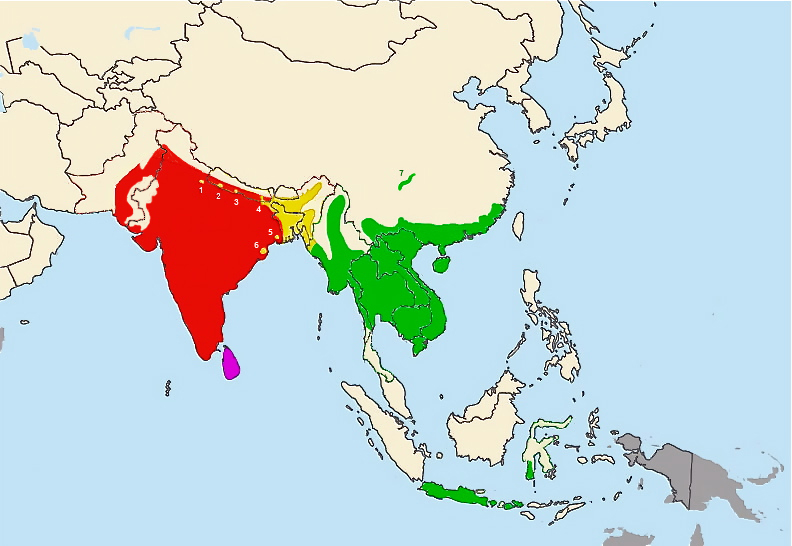
Verbreitungsgebiet des Dunklen Tigerpythons (Grün) und des Hellen Tigerpythons (Rot) und Überschneidungsgebiete (Gelb)

Die Verbreitung des Dunklen Tigerpythons reicht von Nordost-Indien, Nepal, West-Bhutan, Südost-Bangladesch über Burma, Thailand, Kambodscha, Laos, dem nördlichen Teil der Malaiischen Halbinsel, Vietnam bis Südchina inklusive Hainan und einer nördlichen, isolierten Population im Sichuan-Becken. Weiter südlich fehlt er im Süden der Malaiischen Halbinsel und auf den Inseln Borneo und Sumatra. Erst anschließend an diese markante Verbreitungslücke erstreckt sich sein Vorkommen auf die Insel Java, den Südwesten Sulawesis (Sulawesi Selatan) und die kleinen Sunda-Inseln Bali und Sumbawa.
In Nordost-Indien, Nepal, West-Bhutan, Südwest-Bangladesch und eventuell auch in Nordwest-Burma überschneidet sich die Verbreitungsgebiete von Dunklen und Hellen Tigerpython. Sie bewohnen hier benachbarte Lebensräume, an einigen Orten sogar dieselben. In Bangladesch scheint der Dunkle Tigerpython besonders entlang des Brahmaputra vorzukommen. Im vom Hellen Tigerpython dominierten Indien und Nepal sind erst vor Kurzem Populationen des Dunklen Tigerpythons entdeckt worden: In Nepal namentlich im Bardia-Nationalpark und im Chitwan-Nationalpark, sowie in der Sagarmatha-Zone. Letztere geht südlich ins indische Ost-Bihar über. In Indien findet man den Dunklen Tigerpython zudem im Corbett-Nationalpark und im Bhitarkanika-Nationalpark und in Süd-Kolkata. Wie groß die dortigen Verbreitungsgebiete der dunklen Art sind und ob sie vielleicht teilweise zusammenhängen, ist bisher nicht bekannt.
Durch illegale Auswilderungen von Terrarientieren hat sich seit 1979 eine Population des Dunklen Tigerpythons in den Everglades in Florida etabliert.

## Lebensraum
Dunkle Tigerpythons besiedeln ein breites Spektrum von Habitaten, dazu zählen Tropischer Regenwald, Monsunwald, Bergwald, Mangrovenwald, Sumpfland, Küstenebenen und Grasland. Voraussetzung ist dabei stets Gewässernähe. Die meisten Vorkommen befinden sich unter 200 Meter über Meer. Im Tam-Dao-Gebirge in Vietnam findet man ihn aber auch auf 1200 Meter und in den wenigen klimatisch milden Rhododendron- und Bambuswäldern Nepals bis gegen 2000 Meter über Meer.
Im Nordosten Indiens, wo die beiden Arten sehr nahe nebeneinander existieren, wird der Helle Tigerpython in trockenen Wäldern und in ariden, sandigen Arealen gefunden, während der Dunkle Tigerpython feuchtes, von Fließgewässern durchzogenes Grasland besiedelt. Im Vergleich zum Netzpython, welcher in Südostasien zum Teil die gleichen Gebiete bewohnt, ist der Anspruch des Dunklen Tigerpythons an direkte Feuchtigkeit der Umgebung wesentlich niedriger. In der Nähe und auf landwirtschaftlichen Nutzflächen macht er aber immer wieder Jagd auf Nagetiere. Auch in Hongkong und Thailand wurde die Art vereinzelt in besiedelter Umgebung gefunden. Auf Bali lebt der Tigerpython sogar rund um die Stadt Gilimanuk. Hier besiedelt er Gärten und Hinterhöfe und erbeutet gelegentlich Haushühner.

## Lebensweise

### Verhalten
Trotz seines riesigen Verbreitungsgebietes und seiner Häufigkeit in einigen Bereichen des Areals ist über das Verhalten dieses Pythons nur wenig bekannt. Der Dunkle Tigerpython ist eine vorwiegend bodenbewohnende Schlange, die sich auf dem Untergrund gemächlich und in gerader Linie fortbewegt. Als langsamer, guter Kletterer hält er sich oft auch im Geäst von Büschen und Bäumen auf, um gut getarnt Beute aufzulauern. In Bereichen mit Seen, Flüssen und sonstigen Gewässern führen sie ein semi-aquatisches Leben. Im Wasser bewegen sie sich viel schneller und flinker als an Land. Beim Schwimmen ist ihr Körper mit Ausnahme der Schnauzenspitze vollständig ins Wasser eingetaucht. Oft liegen sie auch stundenlang partiell oder ganz untergetaucht am seichten Ufer. Dabei verharren sie bis zu einer halben Stunde komplett unter Wasser ohne Luft zu holen, oder es ragen nur die Nasenlöcher über die Wasseroberfläche hinaus. Dunkle Tigerpythons sind überwiegend dämmerungs- und nachtaktiv. Allerdings hängt die tageszeitliche Aktivität eng mit der Umgebungstemperatur zusammen.
Auf der Suche nach Beute sind besonders jüngere Tigerpythons aktiv. Dabei liegen zwischen Versteckplatz und Jagdrevier teilweise mehrere Kilometer Distanz. Ein Dunkles Tigerpythonweibchen mit einer Gesamtlänge von 2,7 Meter wurde während 24 Tagen mittels Peilsender überwacht. In dieser Zeitspanne wurde eine Phase mit ausgedehnter Suche nach Futter, eine Periode limitierter Bewegung während der Verdauung und eine Rückkehr zum Beutesuchverhalten registriert. Für all das beanspruchte diese Schlange ein Areal von 12,3 Hektar und legte darin deutlich mehr als 2,5 Kilometer zurück.
Sehr große Dunkle Tigerpythons scheinen sich außerhalb der Paarungszeit eher weniger zu bewegen. Sie lassen sich meist in einem idealen, beutereichen Territorium mit gutem Versteckplatz nieder. Mittels Peilsendern konnte in den Everglades nachgewiesen werden, dass partnersuchende adulte Männchen während der Paarungszeit weite Strecken zurücklegen. Geschlechtsreife Weibchen bleiben im Durchschnitt viel stationärer. Auf der Suche nach einem geeigneten Lebensraum sind adulte Tigerpythons beider Geschlechter befähigt, mit Spitzengeschwindigkeiten von mehr als 2,3 Kilometer pro Tag innerhalb 2,5 Monaten via Wasser- und Landweg Strecken von 60 Kilometer zurückzulegen.
Über das Sozialverhalten der Art gibt es ebenfalls noch erhebliche Wissenslücken.

### Nahrung
Das Beutespektrum reicht von Säugetieren und Vögeln bis zu wechselwarmen Echsen und Amphibien: Frösche, Kröten, Warane, Fledermäuse, Flughunde, Hirschferkel, Zibetkatzen und zahlreiche Nagetiere werden gefressen. Auch fängt er Wasser-, Stelz- und Hühnervögel. Die Größe des Beutetieres korreliert dabei mit der Größe des Tigerpythons. Von großen Exemplaren ist ausnahmsweise Beute bis zur Größe von kleinen Affen, Wildschwein-Ferkeln, halbwüchsigen Schweinshirschen als auch Pferdehirsch-Kitzen belegt. Allzu große Hörner stellen aber ein Verschlinghindernis dar und bergen die Gefahr innerer Verletzungen.
Systematische Untersuchungen zur Zusammensetzung des Beutespektrums wurden bisher offenbar nicht veröffentlicht. Ernst & Zug nennen Säugetiere als überwiegende Beute. Wahrscheinlich ist die Ernährungsweise an das Beuterepertoire des jeweiligen Habitats und an jährliche Fluktuationen durch Nagerwanderungen und Vogelzug adaptiert.
Als Lauerjäger passt er seine Beute bevorzugt aus Verstecken, im Geäst oder im Wasser ab. Hat der Tigerpython ein Beutetier erkannt, bewegt er sich langsam darauf zu und wackelt dabei oftmals arttypisch mit dem Schwanz. Blitzschnell wird dann das Opfer gepackt, umschlungen und im für Würgeschlangen typischen Griff erstickt. Je nach Größe des Beutetieres kann das anschließende Verschlingen mehrere Stunden dauern. Während kleine Beute oft schon innerhalb einer Woche verdaut ist, benötigte ein Dunkler Tigerpython mit einer Gesamtlänge von über 5 Meter im Tierpark Berlin für ein 25 Kilogramm schweres Schwein 23 Tage.
Laboruntersuchungen an juvenilen Dunklen Tigerpythons haben ergeben, dass sich der Herzmuskel beim Verdauen eines großen Futtertieres um bis zu 40 % vergrößern kann. Die maximale Vergrößerung der Herzzellen (Hypertrophie) wird durch gesteigerten Einbau kontraktiler Proteine in Muskelfibrillen bereits nach 48 Stunden erreicht. Dieser Effekt trägt zu einem energetisch günstigeren, gesteigerten Herzminutenvolumen bei, wodurch die Verdauung schneller vonstattengehen kann.
Auch der Verdauungstrakt passt sich an die Verdauungsverhältnisse an. So wächst die Dünndarmschleimhaut zwei Tage nach der Fütterung bis auf das Dreifache an. Nach etwa einer Woche schrumpft sie wieder auf ihre Normalgröße zurück. Für den gesamten Verdauungsvorgang werden bis zu 35 % der mit der Beute aufgenommenen Energie benötigt.

### Fortpflanzung

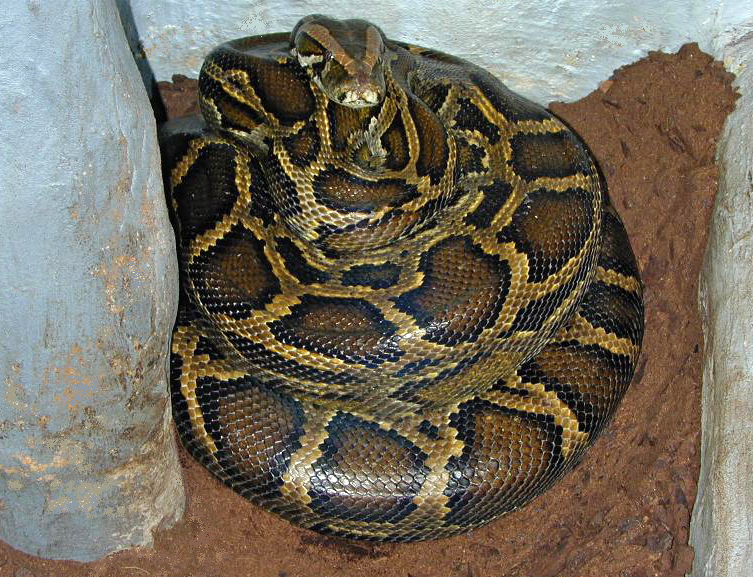
Dunkler Tigerpython bei der Bebrütung des Geleges

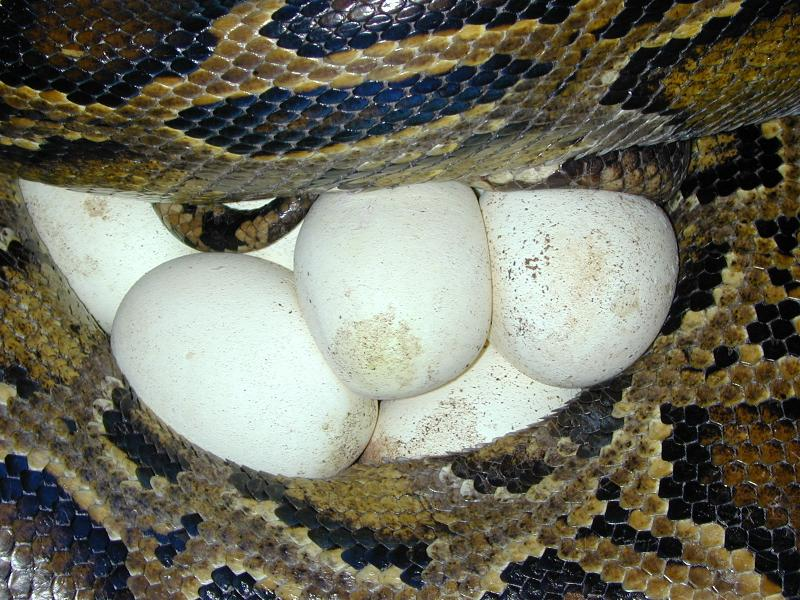
Durch Muskelzittern und die Schlingenanordnung wird ein optimales Inkubationsmilieu geschaffen.

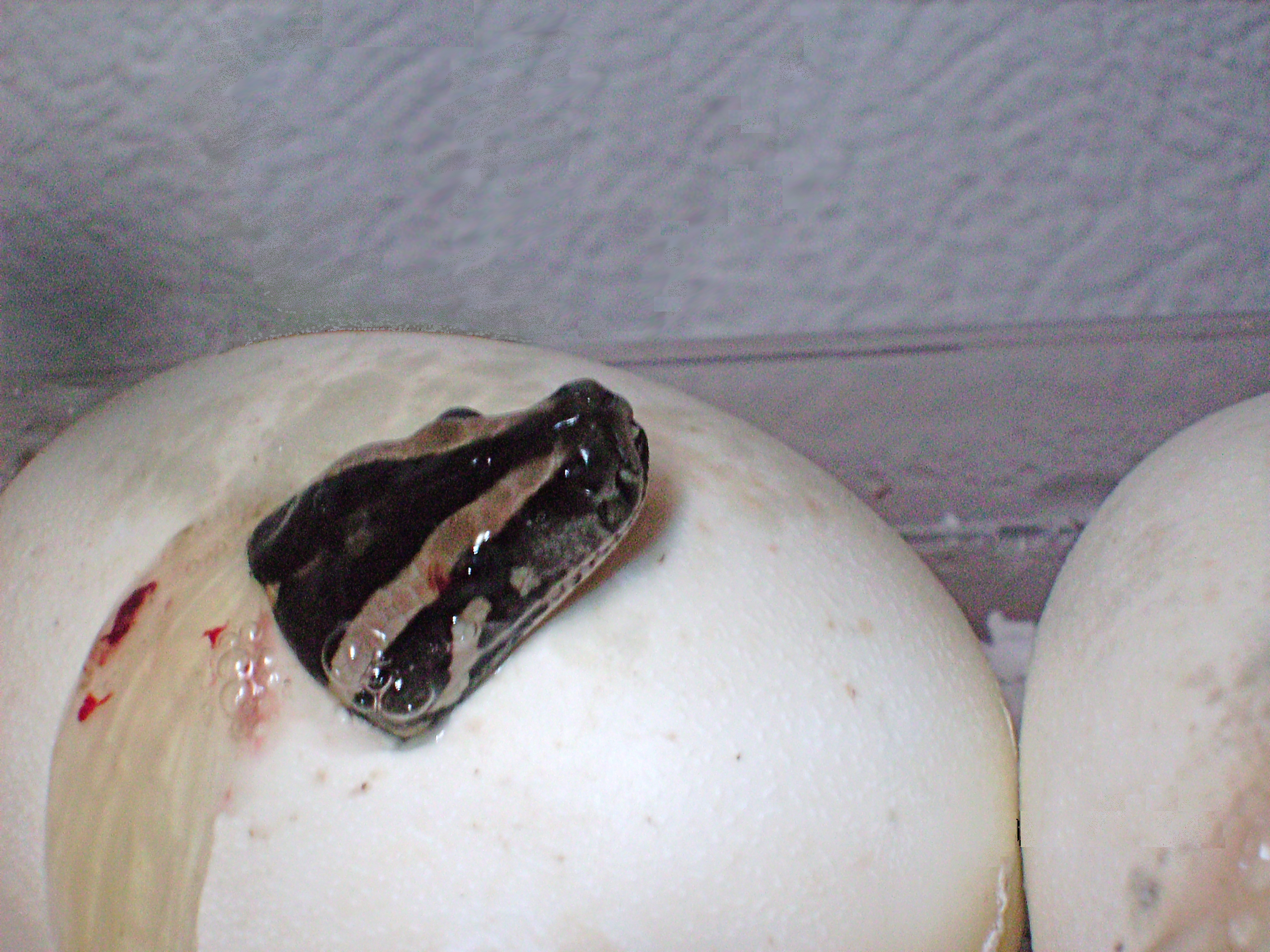
Schlüpfling des Dunklen Tigerpythons

Zur Fortpflanzung im Freiland ist ebenfalls sehr wenig bekannt. Die Paarungsbereitschaft des Weibchens wird dem Männchen durch einen braunen, flüssigen Sexuallockstoff (Pheromon) aus der Kloake signalisiert. Nach einer Verfolgungs- und Annäherungszeit kriecht das Männchen über seine Partnerin, drückt seinen Kopf an sie und beginnt sie mit seinen Afterspornen zu kratzen. Das stimulierte Weibchen hebt seinen Schwanz an. Nun kann das Tigerpython-Männchen einen seiner zweigelappten, abgeflachten Hemipenisse in die Kloake des Weibchens einführen.
Über die Interaktionen zwischen Männchen in der Paarungszeit ist aus der Natur noch nichts bekannt. In Gefangenschaft werden Tigerpython-Männchen in dieser Zeit teilweise territorial und liefern sich mit Nebenbuhlern Kommentkämpfe. Treffen zwei Konkurrenten aufeinander, bezüngeln sie sich anfangs, beginnen sodann nebeneinander her zu kriechen, stellen sich mit dem vorderen Drittel auf, steigen aneinander empor und versuchen den Gegner zu Boden zu drücken. Bleibt eine Unterwerfung aus, kommt es zum heftigen Kratzen mit den Afterspornen und schließlich zu heftigen Beißereien.
Die weichschaligen, weißen Eier messen 74–125 × 50–66 Millimeter und wiegen 140–270 Gramm. Die zusammenklebenden Eier werden vom Weibchen umringt und beschützt. Durch die Schlingenanordnung wird die Feuchtigkeit und Wärme reguliert. Zudem ist das Tigerpython-Weibchen zum Muskelzittern befähigt. Das erlaubt das Brüten in kälteren Regionen unter Beibehaltung der optimalen Inkubationstemperatur um 30,5 °C. In der Regel nimmt das Weibchen während der Bebrütungszeit keine Nahrung zu sich und verlässt das Nest nicht.
In Südwest-Burma erscheinen Schlüpflinge bereits im Juni, die Fortpflanzungssaison beginnt hier folglich schon früher. Die frisch geschlüpften, von nun an auf sich allein gestellten Jungtiere besitzen im größten Teil des Verbreitungsgebietes eine Gesamtlänge zwischen 40 und 60 Zentimeter und wiegen 80 bis 150 Gramm. Schlüpflinge der sulawesischen Zwergform weisen jedoch lediglich 30 bis 35 Zentimeter auf. Die Geschlechtsreife erlangen Tigerpythons mit zirka drei Jahren.
Im Artis-Zoo in Amsterdam legte ein Dunkles Tigerpython-Weibchen unter permanenter Abwesenheit von Männchen in fünf aufeinander folgenden Jahren vitale Eier. Eine DNA-Analyse des rein weiblichen Nachwuchses brachte zu Tage, dass dessen Erbgut mit demjenigen der Mutter identisch ist. Die Jungtiere sind folglich nicht durch Befruchtung, sondern durch Parthenogenese (Jungfernzeugung) entstanden. Diese ist bei Reptilien selten und bei anderen Riesenschlangenarten bisher unbekannt.

### Alter und Lebenserwartung
Angaben zum Durchschnitts- und Maximalalter freilebender Individuen sind unbekannt. Es wird jedoch angenommen, dass Tigerpythons in der Natur unter günstigen Bedingungen mehr als 30 Jahre alt werden. In Gefangenschaft wird ein Durchschnittsalter von 25 Jahren erreicht. Der Rekord liegt bei 34 Jahren.

## Natürliche Feinde
Abgesehen vom Menschen hat der Tigerpython besonders in seiner Jugend viele Feinde. Dazu gehören beispielsweise Königskobras, Mungos, Großkatzen wie Tiger und Leoparden, Bären, verschiedene Eulen sowie einige Greifvögel wie der Schwarzmilan. Zu den Nesträubern zählt unter anderem der Bengalenwaran (Varanus bengalensis).

## Gefährdung und Populationsstatus

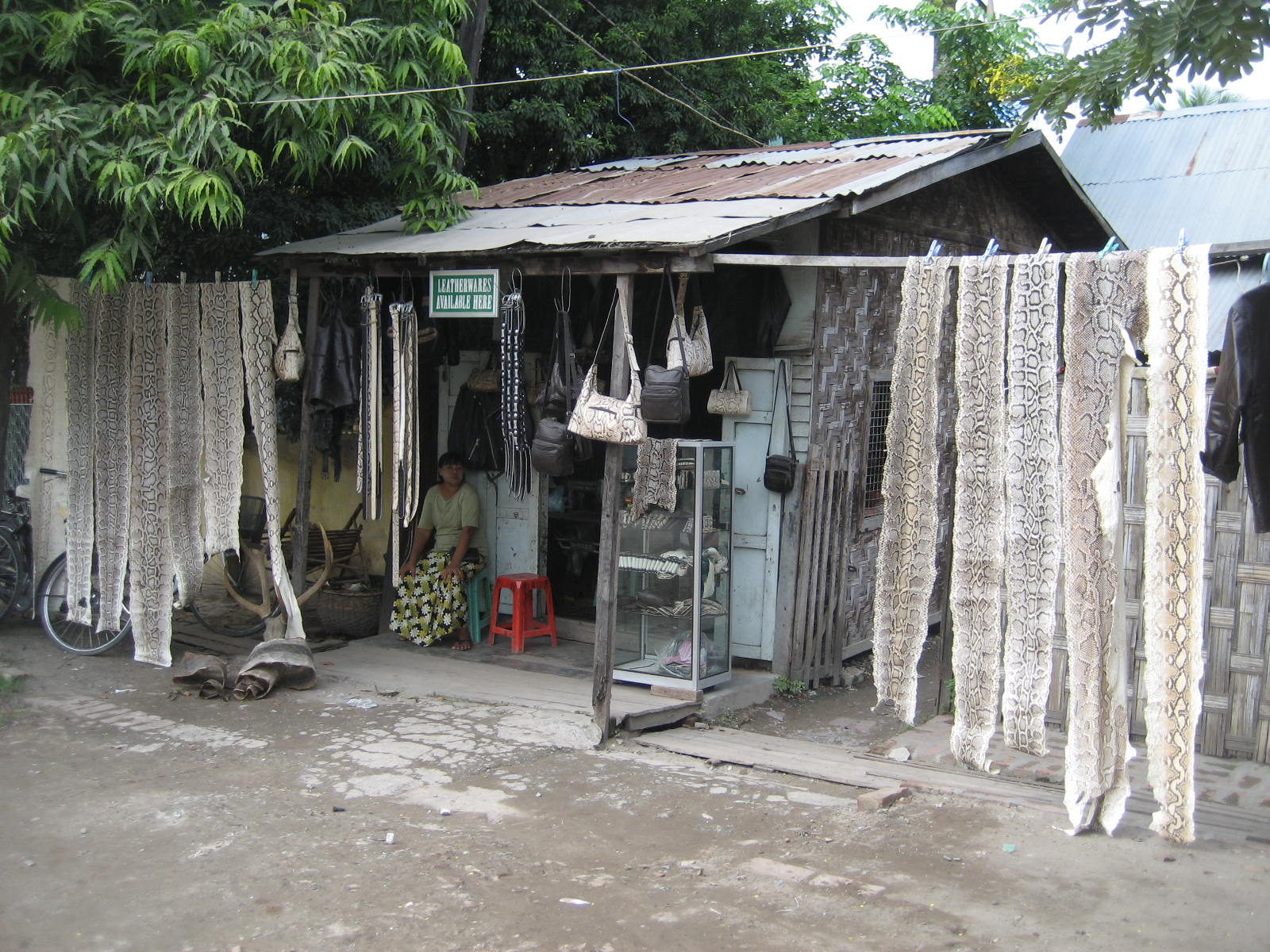
Tigerpython- und Netzpythonhäute (letztere jeweils ganz rechts) bei einem Lederwarenhändler in Mandalay, Burma

Die kommerzielle Ausbeutung des Tigerpythons für die Lederindustrie hat in zahlreichen Ländern seines Verbreitungsgebietes einen signifikanten Populationsrückgang bewirkt.
In Thailand, Laos, Kambodscha und Vietnam war der Tigerpython in den 1970er Jahren noch weit verbreitet und relativ häufig. Die Nutzung der Art für die Lederindustrie wuchs aber in den folgenden Jahren massiv an und erreichte 1985 einen Spitzenwert von 189.068 offiziell aus diesen Ländern exportierten Häuten. Der internationale Handel mit lebendigen Tigerpythons erlangte in diesem Jahr ebenfalls seinen Höhepunkt mit 25.000 Tieren. Noch 1985 wurde in Thailand zum Schutz der Tigerpythons eine Handelsbeschränkung erlassen, wodurch jährlich nur noch 20.000 Häute exportiert werden dürfen. Daneben entstand ein beträchtlicher illegaler Handel. 1990 waren Tigerpythonhäute aus Thailand im Durchschnitt nur noch 2 Meter lang, ein eindeutiges Zeichen, dass die Anzahl fortpflanzungsfähiger Tiere massiv dezimiert sein muss. Bis 2003 sollen Tigerpythons in einigen Teilen Thailands dennoch wieder häufiger geworden sein. In Laos, Kambodscha und Vietnam ist die Lederindustrie heute immer noch bedeutend und wesentlich am fortlaufenden Populationsrückgang beteiligt.
Der Handel mit Tigerpythonhäuten und deren Gallenblasen blühte auch in Indonesien über Jahrzehnte. Das führte zu einer bedrohlichen Verringerung der Bestände der dort ohnehin schon seltenen Schlange. 1978 handelte die Regierung und stellte den Tigerpython unter Schutz. Seither wurden praktisch keine Exportbewilligungen mehr erteilt.
Bestimmte Volksstämme in Nord-Thailand, Laos und Kambodscha aber auch Burmesen, Karen, Chinesen und kleine ethnische Gruppen in Indonesien jagen den Tigerpython des Fleisches wegen. In China gelten überdies die Eier als Delikatesse, die Leber und das Herz als Stimulanz, die Gallenblase dient medizinischen Zwecken und die Haut als Rohmaterial für Musikinstrumente und Kunsthandwerk. Insbesondere für die bereits seit mehr als einem Jahrhundert stark geschrumpfte Tigerpythonpopulation in China ist das fortlaufende Konsumieren eine ernsthafte Bedrohung. Auch in Burma, wo der Tigerpython 1912 noch als „in Massen vorkommend“ beschrieben wurde, hat die intensive Nutzung als Nahrungsquelle eine sichtbare Dezimierung bewirkt.
Ausgedehntes Kahlschlagen von Wäldern, Waldbrände und Bodenerosionen sind in Tigerpythonhabitaten ein zunehmendes Problem. Auch die zunehmende Zersiedelung und Landwirtschaftsausdehnung einer ständig wachsenden Bevölkerung schränkt seinen Lebensraum immer mehr ein. Das alles führt zur Schrumpfung, Isolierung und letztendlich zur Ausrottung einzelner Populationen.
Wilde Populationen des Dunklen Tigerpythons gelten als schutzbedürftig, werden im Anhang II gelistet und unterliegen Ausfuhrbeschränkungen. Der Dunkle Tigerpython wird von der IUCN heute als gefährdet („Vulnerable“) geführt.

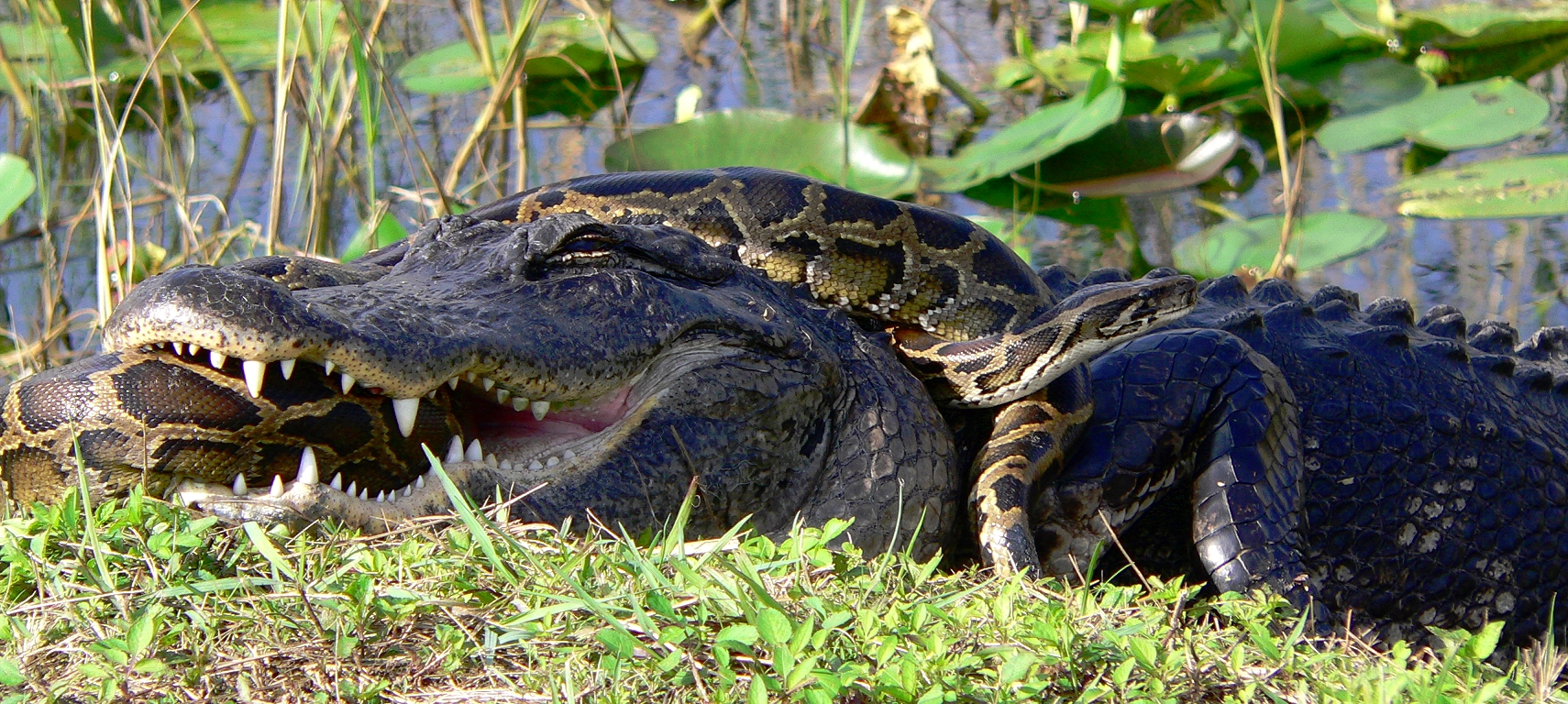
Alligator frisst einen Dunklen Tigerpython in den Everglades

## Tigerpythons als Neozoon
In den Everglades im US-amerikanischen Bundesstaat Florida wurden Dunkle Tigerpythons illegal ausgewildert und haben sich dort seit 1979 fest etabliert. Insbesondere ab dem Jahr 2001 war dort eine erhebliche Zunahme zu verzeichnen, im Jahr 2007 wurde der Bestand bereits auf etwa 30.500 Tiere geschätzt. Die genaue Anzahl der Schlangen ist Ende 2023 unbekannt, offizielle Schätzungen gehen davon aus, dass mittlerweile zwischen 100.000 und 300.000 der Würgeschlangen in Florida leben.
Da die adulten Schlangen keine natürlichen Feinde haben, gelten sie in den Everglades als biologische Invasion und Bedrohung für die heimische Fauna, z. B. für Rotluchse, Beutelratten, Bindentaucher, Schneesichler, Eichhörnchen und Rallenkraniche. Selbst mittelgroße Mississippi-Alligatoren zählen zu ihrem Beutespektrum, wie u. a. der Fund eines 2,10 Meter langen Alligatoren im Magen eines verendeten, 3,86 Meter langen, Tigerpythons zeigt. Andererseits werden kleinere Tigerpythons auch von Alligatoren gefressen.
Während die Tiere in Teilen ihres ursprünglichen Lebensraumes als gefährdet gelten, bemüht man sich im Bundesstaat Florida, die Population durch gezielte Jagd zu dezimieren. Jäger erhalten dabei sowohl für erlegte Tigerpythons, als auch für ausgeräumte Gelege Geldprämien. Zusätzlich werden Wettbewerbe veranstaltet, wie die jährlich stattfindende „Python Challenge“, bei der Teilnehmer ein Preisgeld von 10.000 US-Dollar für das größte erlegte Tier erhalten.

## Tigerpython und Mensch

### Verhalten gegenüber Menschen
Wildlebende Tigerpythons sind normalerweise wenig aggressiv. Werden sie gestört, zischen sie warnend oder kriechen weg und versuchen sich zu verstecken. Erst bei massiver Beunruhigung verteidigen sie sich durch kräftige, schmerzhafte Abwehrbisse. Nur wenige Tiere sind schnell reizbar und gehen von Anfang an zur Abwehr über. Das gilt insbesondere für einzelne Individuen von Sulawesi. In der Wildnis lebenden Tigerpythons wurde wiederholt nachgesagt, Menschen getötet zu haben. Hauptsächlich unbeaufsichtigte Babys und kleine Kinder sollen im Verbreitungsgebiet Opfer geworden sein. Es gibt jedoch keine seriösen Belege dafür.
Gesicherte Todesfälle sind aus den USA bekannt, wo mitunter erwachsene Personen durch als Heimtier gehaltene Tigerpythons erstickt wurden. Die Ursache dafür war stets fahrlässiger Umgang, der in den Pythons den Jagdinstinkt auslösen konnte.

### Kulturelles
Seit Jahrhunderten wird in zahlreichen Ländern Südostasiens Tigerpythonfleisch gegessen. Zusätzlich sind besonders in der traditionellen chinesischen Medizin Tigerpythoninnereien sehr bedeutend. Auch die Lederindustrie ist in manchen südostasiatischen Ländern ein nicht zu unterschätzender Wirtschaftszweig, der professionelle Jäger, Gerber und Händler beschäftigt. Auch Bauern, die auf ihren Feldern per Zufall einen Tigerpython aufgreifen, erhalten so ein Zusatzeinkommen. Daneben haben sich über die letzten 30 Jahre in zahlreichen asiatischen Ländern, besonders in Südostasien, Tigerpython- und Netzpython-Farmen etabliert. Neben der Hauptnutzung für die Lederindustrie wird auch das Fleisch als Delikatesse verkauft.
Mehrheitlich wird der Tigerpython von den Menschen in Südostasien nicht gefürchtet und als Mitgeschöpf behandelt. Mancherorts sind diese Schlangen sogar gern gesehen. Den Bauern wird zunehmend bewusst, dass Tigerpythons durch das Vertilgen von Nagetieren auf landwirtschaftlichen Anbauflächen eine bedeutende Funktion erfüllen.

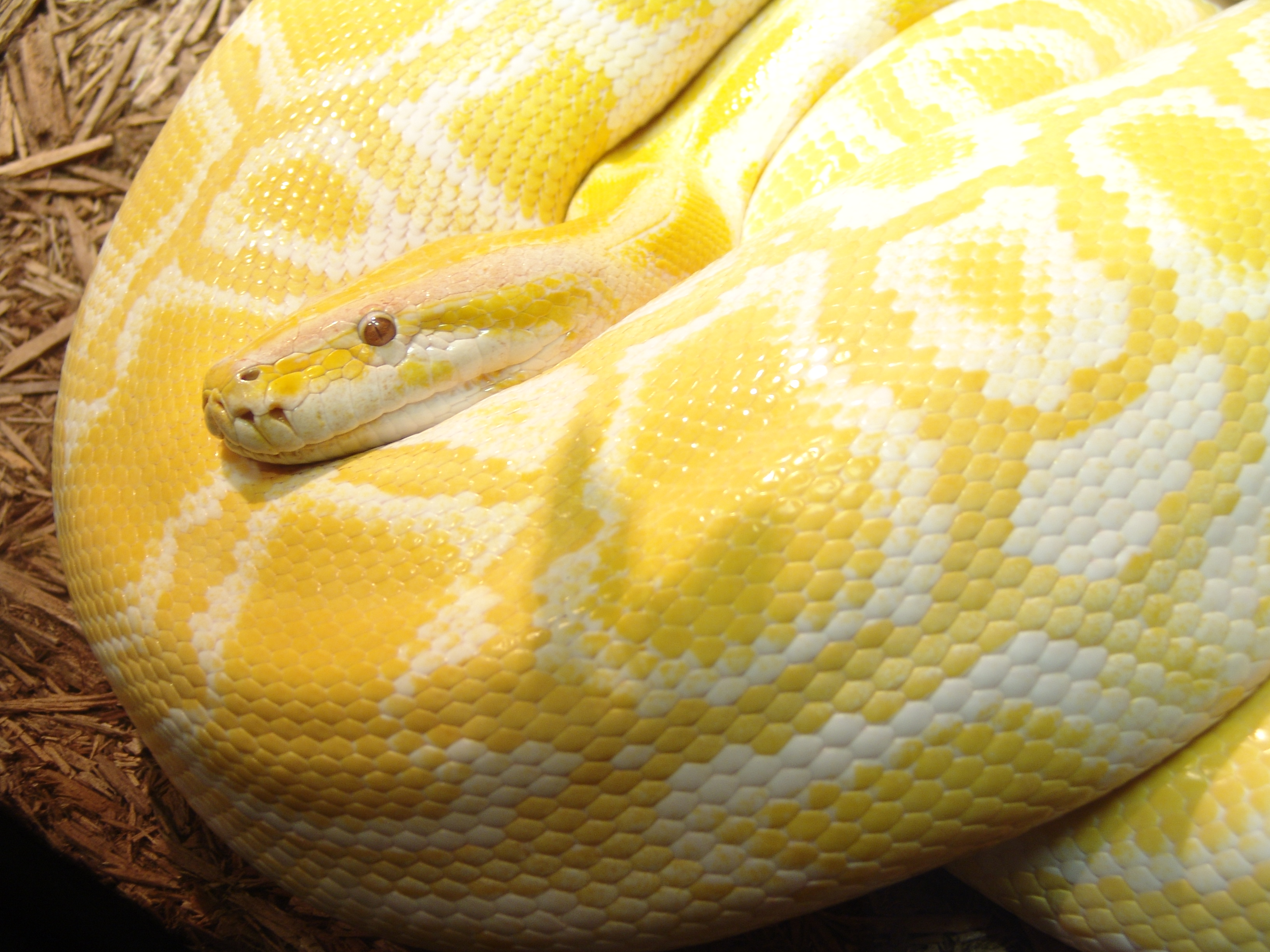
Amelanotische Form des Dunklen Tigerpythons

In Europa sind Tigerpythons schon lange populäre Tiere. Im Jardin des Plantes in Paris konnte 1842 anhand eines brütenden Dunklen Tigerpythonweibchens erstmals das Muskelzittern und die daraus resultierende Temperaturerhöhung studiert werden.
Im späten 19. Jahrhundert durften diese imposanten Exoten in Menagerien zahlreicher Schlösser und Parkanlagen nicht fehlen. Lange Zeit dienten diese Pythons auch in Schlangenvorführungen im Zirkus und Varieté als Attraktion.
Gegenwärtig erfreut sich der Tigerpython bei privaten Haltern in Europa und den USA großer Beliebtheit. Trotz seiner Größe wird der Dunkle Tigerpython dank seiner ansprechenden Zeichnung und seines eher ruhigen Temperaments in Gefangenschaft rege gehalten und vermehrt.
Es wurden zahlreiche Farbmutationen des Dunklen Tigerpythons gezüchtet. Auch Hybride zwischen Hellem Tigerpython und Dunklem Tigerpython, Tigerpython und Netzpython, Tigerpython und Königspython sowie Tigerpython und Felsenpython sind aus Verpaarung in Gefangenschaft bekannt.

### Gesetzliche Haltungsvoraussetzungen
Damit Tigerpythons als potenziell gefährliche Wildtiere artgerecht und sachkundig gepflegt werden und keine Gefahr für die Öffentlichkeit darstellen, haben viele Länder zudem gesetzliche Haltungsvoraussetzungen geschaffen.
In der Schweiz gelten laut Tierschutzverordnung von 2008 Mindestanforderungen für die Haltung von Tigerpythons. Das kantonale Veterinäramt stellt Haltebewilligungen aus und führt periodische Kontrollen bei Haltern durch.
In Deutschland gilt in acht Bundesländern ein Gefahrenabwehrrecht für sehr groß werdende Riesenschlangen. Die Haltung von Tigerpythons ist dort genehmigungspflichtig.
In Österreich unterliegt die Tigerpythonhaltung gemäß Tierschutzgesetz von 2004 (§ 25) einer Meldepflicht und der 2. Tierhaltungsverordnung von 2004 Mindestanforderungen. Darüber hinaus herrschen bundeslandspezifische sicherheitspolizeiliche Regelungen. So ist die private Haltung des Dunklen Tigerpythons oder beider Unterarten in gewissen Bundesländern verboten. In anderen gelten teilweise Bewilligungspflichten und stichprobenartige bis periodische Kontrollen.